# مورالي ناير
مورالي ناير (بالإنجليزية: Murali Nair)‏ هو كاتب سيناريو ومخرج هندي، ولد في 10 يناير 1966 في كيرلا في الهند.

## وصلات خارجية
- مورالي ناير على موقع IMDb (الإنجليزية)
- مورالي ناير على موقع ألو سيني (الفرنسية)
- مورالي ناير على موقع أول موفي (الإنجليزية)
- مورالي ناير على موقع قاعدة بيانات الأفلام السويدية (السويدية)
- مورالي ناير على موقع قاعدة بيانات الفيلم (الإنجليزية)
- مورالي ناير على موقع كينوبويسك (الروسية)